# Julien Lopez
Pour les articles homonymes, voir Lopez.
Julien Lopez, né le 1er mars 1992 à Marseille, dans les Bouches-du-Rhône, est un footballeur franco-algérien qui évolue au poste de milieu offensif au Paris FC.
Il est le frère aîné de Maxime Lopez.

## Biographie

### Jeunesse et formation
En 2005, il intègre le pôle espoirs d'Aix-en-Provence, nouvellement ouvert, pour deux ans de préformation. Il y côtoie Nampalys Mendy et Layvin Kurzawa.
Lors de la saison 2016-2017, il atteint le cap des 10 buts dans le championnat de National, avec le club de Marseille Consolat.

### Paris FC (depuis 2017)
Julien Lopez signe au Paris FC en 2017 , fraîchement promu en Ligue 2 BKT. Le joueur est régulièrement titulaire et devient un cadre de l'équipe, devenant même le troisième joueur le plus capé mais également le troisième meilleur buteur de l'histoire du club. Il prolonge son contrat au début de sa septième saison dans la capitale.
Lors de la saison 2024-2025, le Paris FC termine à la deuxième place du championnat de Ligue 2, synonyme de montée directe en Ligue 1. En fin de contrat, Lopez prolonge son contrat afin de découvrir la Ligue 1 au Paris FC.
Il joue son premier match dans l’élite à l’occasion de la première journée du championnat contre Angers SCO en entrant en jeu à la place de Pierre-Yves Hamel à la 71e minute.

## Statistiques
| Saison                | Club                     | Championnat           | Championnat | Championnat | Coupe nationale | Coupe nationale | Coupe de la Ligue | Coupe de la Ligue | Total | Total |
| Saison                | Club                     | Division              | M.          | B.          | M.              | B.              | M.                | B.                | M.    | B.    |
| 2012-2013             | US d'Albi                | National 2            | 13          | 2           | 3               | 4               | -                 | -                 | 16    | 6     |
| 2012-2013             | Athlético Marseille      | National 2            | 5           | 0           | -               | -               | -                 | -                 | 5     | 0     |
| 2013-2014             | Athlético Marseille      | National 2            | 12          | 1           | 3               | 0               | -                 | -                 | 15    | 1     |
| Sous-total            | Sous-total               | Sous-total            | 17          | 1           | 3               | 0               | -                 | -                 | 20    | 1     |
| 2013-2014             | ÉFC Fréjus-Saint-Raphaël | National              | 11          | 1           | -               | -               | -                 | -                 | 11    | 1     |
| 2014-2015             | ÉFC Fréjus-Saint-Raphaël | National              | 11          | 0           | 3               | 2               | -                 | -                 | 14    | 2     |
| Sous-total            | Sous-total               | Sous-total            | 22          | 1           | 3               | 2               | -                 | -                 | 25    | 3     |
| 2015-2016             | Athlético Marseille      | National              | 25          | 8           | 2               | 0               | -                 | -                 | 27    | 8     |
| 2016-2017             | Athlético Marseille      | National              | 30          | 10          | 4               | 2               | -                 | -                 | 34    | 12    |
| Sous-total            | Sous-total               | Sous-total            | 55          | 18          | 6               | 2               | -                 | -                 | 61    | 20    |
| 2017-2018             | Paris FC                 | Ligue 2               | 31          | 5           | 2               | 0               | 2                 | 0                 | 35    | 5     |
| 2018-2019             | Paris FC                 | Ligue 2               | 32          | 3           | 1               | 0               | 1                 | 0                 | 34    | 3     |
| 2019-2020             | Paris FC                 | Ligue 2               | 24          | 0           | 2               | 0               | 2                 | 0                 | 28    | 0     |
| 2020-2021             | Paris FC                 | Ligue 2               | 33          | 7           | 1               | 0               | -                 | -                 | 34    | 7     |
| 2021-2022             | Paris FC                 | Ligue 2               | 34          | 5           | 2               | 0               | -                 | -                 | 36    | 5     |
| 2022-2023             | Paris FC                 | Ligue 2               | 31          | 6           | 4               | 1               | -                 | -                 | 35    | 7     |
| 2023-2024             | Paris FC                 | Ligue 2               | 21          | 1           | -               | -               | -                 | -                 | 21    | 1     |
| 2024-2025             | Paris FC                 | Ligue 2               | 31          | 3           | -               | -               | -                 | -                 | 31    | 3     |
| 2025-2026             | Paris FC                 | Ligue 1               | 1           | 0           | -               | -               | -                 | -                 | 1     | 0     |
| Sous-total            | Sous-total               | Sous-total            | 238         | 31          | 12              | 0               | 5                 | 0                 | 255   | 31    |
| Total sur la carrière | Total sur la carrière    | Total sur la carrière | 345         | 53          | 27              | 8               | 5                 | 0                 | 377   | 61    |

## Palmarès
Il est vice-champion de Ligue 2 en 2025 avec le Paris FC.